# 이승호 (1999년)
이승호(李承鎬, 1999년 2월 8일 ~ )는 KBO 리그 키움 히어로즈의 투수이다.

## KIA 타이거즈시절
2017년에 2차 1라운드 지명을 받아 입단했다.

## 넥센 히어로즈&키움 히어로즈시절
2017년 7월 31일 당시 KIA 타이거즈 소속이었던 그와 손동욱, 넥센 히어로즈 소속이었던 김세현, 유재신과 2:2 트레이드를 통해 입단하였다. 2018년 8월 7일 KIA전에서 구원 등판하며 1.1이닝 무실점으로 데뷔 첫 승을 기록했다.2018년 후반 포스트 시즌에 선발 등판해 좋은 활약을 보여줬고, 2019년에는 4선발로 안착했다. LG 트윈스전에서 완봉승을 거두는 등 좋은 활약을 펼치며 9승, 4점대 평균자책점을 기록했다. 2019년 시즌 4점대 평균자책점, 8승 5패를 기록했다.
2023년 12월 12일에 현역으로 입대했다.

## 국가대표 경력
- 2019년 WBSC 프리미어 12에 부상으로 탈락한 NC 다이노스의 구창모를 대신해 선발됐다. 11월 8일 캐나다와의 예선전에서 마무리 투수로 등판하며 슈퍼 라운드 진출을 확정지었다.[4] 11월 16일 일본과의 슈퍼 라운드 최종전에서 깜짝 선발 등판했으나 패전 투수가 됐다.[5]

## 출신 학교
- 김해삼성초등학교
- 부산개성중학교
- 경남고등학교

## 통산 기록
| 연도 | 팀명  | 평균자책점 | 경기 | 완투 | 완봉 | 승 | 패 | 세 | 홀 | 승률  | 타자 | 이닝 | 피안타 | 피홈런 | 볼넷 | 사구 | 탈삼진 | 실점 | 자책점 |
| ---- | ----- | ---------- | ---- | ---- | ---- | -- | -- | -- | -- | ----- | ---- | ---- | ------ | ------ | ---- | ---- | ------ | ---- | ------ |
| 2018 | 넥센  | 5.60       | 32   | 0    | 0    | 1  | 3  | 0  | 4  | 0.250 | 203  | 45   | 44     | 8      | 22   | 5    | 38     | 28   | 28     |
| 2019 | 키움  | 4.48       | 23   | 1    | 1    | 8  | 5  | 0  | 0  | 0.615 | 533  | 122⅔ | 134    | 10     | 51   | 1    | 82     | 70   | 61     |
| 2020 | 키움  | 5.08       | 24   | 0    | 0    | 6  | 6  | 0  | 0  | 0.500 | 517  | 118⅔ | 132    | 15     | 40   | 5    | 73     | 71   | 67     |
| 2021 | 키움  | 5.51       | 38   | 0    | 0    | 1  | 3  | 0  | 5  | 0.250 | 224  | 47⅓  | 55     | 4      | 31   | 1    | 37     | 39   | 29     |
| 2022 | 키움  | 3.58       | 53   | 0    | 0    | 3  | 2  | 10 | 10 | 0.600 | 215  | 50⅓  | 44     | 7      | 27   | 3    | 44     | 20   | 20     |
| 2023 | 키움  | 5.40       | 4    | 0    | 0    | 0  | 0  | 0  | 1  | -     | 24   | 5    | 5      | 1      | 4    | 0    | 1      | 3    | 3      |
| 통산 | 6시즌 | 4.81       | 174  | 1    | 1    | 19 | 19 | 10 | 20 | 0.500 | 1716 | 389  | 414    | 45     | 175  | 19   | 275    | 231  | 208    |